# Mauriciu Roth
Mauriciu Roth (1844-1899) fue un médico rumano.

## Biografía
Nacido en Bucarest en 1844, era de origen judío. Realizó sus estudios secundarios en Rumanía y luego pasó a Viena, de donde regresó en 1870 con el título de doctor en medicina. Instalado en Bucarest, fue médico jefe del Hospital Judío hasta 1879, médico director del centro de salud de la calle Teilor hasta 1886 y médico de la compañía de seguros Dacia. Naturalizado en 1879, fue nombrado en 1882 médico municipal de la ciudad de Bucarest, cargo que aún ocupaba hacia 1897. Entre sus publicaciones se encontraron títulos como Cauzele mortalităţei populaţiei romane (1880), Verificările de decese (1889) y Cate-va experinte cu Amyluitrit. Falleció en 1899.